# Skinheads Against Racial Prejudice

Logo używanie niekiedy przez przedstawicieli subkultury SHARP

SHARP (ang. Skinheads Against Racial Prejudice – „skinheadzi przeciwko uprzedzeniom rasowym”) – odłam subkultury skinheadów, powstały w 1987 w Nowym Jorku z szeregu jej antyrasistowskich organizacji.

## Historia
Ugrupowanie SHARP rozwinęło się z czasem do luźnej międzynarodówki z oddziałami między innymi w wielu krajach europejskich. Początkowo w Wielkiej Brytanii, później w Niemczech i Portugalii. Skinheadów SHARP łączą idee antyrasistowskie, starają się oni w zdecydowany sposób dystansować od neonazistowskich ugrupowań. Zauważalne są na tej płaszczyźnie wspólne działania z innymi odłamami z tego samego okresu, jak Red Skinheads czy też RASH.
Roddy Moreno, członek zespołu skinhead punkrockowego The Oppressed z Walii, określany mianem trybuna ruchu SHARP, powiedział: Żaden skinhead nie może być rasistą, bo musiałby zatuszować swoje czarne korzenie.